# (121) Hermione
Pour les articles homonymes, voir Hermione.
(121) Hermione est un gros astéroïde de la ceinture principale découvert par l'astronome américano-canadien James Craig Watson le 12 mai 1872, depuis Ann Arbor, et nommé d'après Hermione, fille de Ménélas et d'Hélène de la mythologie grecque. Il orbite au sein du groupe de Cybèle dans la partie externe de la ceinture d'astéroïdes. Comme tout astéroïde sombre de type spectral C, il est probablement composé de matériaux carbonatés. En 2002, une petite lune en orbite autour d'Hermione a été détectée.

## Orbite et satellite
Hermione est un astéroïde du groupe de Cybèle et orbite au-delà de la plupart des astéroïdes de la ceinture principale.
Un satellite autour d'Hermione a été découvert en 2002 par le télescope Keck II. Il fait environ 13 km de diamètre. Le satellite a reçu la désignation provisoire S/2002 (121) 1. Il n'a pas encore été officiellement nommé, mais « LaFayette » a été proposé par un groupe d'astronomes en référence à la frégate utilisée en secret par le Marquis de Lafayette pour atteindre l'Amérique afin d'aider les insurgés pendant la guerre d'indépendance. L'existence de (23244) Lafayette semble cependant compromettre le fait que le satellite puisse être baptisé ainsi.

## Propriétés physiques
L'astéroïde est de forme bilobée, comme mis en évidence par les photographies en optique adaptative, les premières ayant été prises en décembre 2003 par le télescope Keck. Parmi plusieurs formes modélisées proposées, compatibles avec les images prises, celle du « bonhomme de neige » répondait au mieux à l'observation du taux de précession du satellite d'Hermione. Ce modèle « du bonhomme de neige » permet d'approximer la forme de l'astéroïde par deux sphères qui se chevauchent partiellement, de 80 et 60 km de rayons respectifs, dont les centres sont séparés par une distance de 115 km. Une simple forme ellipsoïdale a été exclue.
L'observation de l'orbite du satellite a rendu possible la détermination précise de la masse d'Hermione. Pour le modèle le plus favorable du « bonhomme de neige », la densité a été calculée à 1,8 ± 0,2 g/cm3, ce qui donne une porosité de l'ordre de 20 %, et indique que les composants principaux de l'astéroïde sont plutôt des grands corps solides fracturés qu'une agglomération de matières disparates.
Des occultations stellaires par Hermione ont été observées avec succès à trois reprises, la dernière en février 2004.

## Compléments